# NGC 27
NGC 27 es una galaxia espiral localizada en la constelación de Andrómeda. Fue descubierto el 3 de agosto de 1884 por Lewis Swift.